# Okręgi wyborcze do Izby Reprezentantów (Australia)
Izba Reprezentantów Australii składa się ze 150 członków wybieranych na trzyletnią kadencję w jednomandatowych okręgach wyborczych z zastosowaniem proporcjonalnego wyboru (ordynacji preferencyjnej). W związku tym, obszar kraju podzielony jest na potrzeby wyborów do Izby na 150 okręgów.

## Zasady ogólne
Granice okręgów wyborczych są poddawane weryfikacji nie rzadziej niż co siedem lat (czyli co nieco ponad dwie kadencje parlamentarne). Pierwszym etapem weryfikacji jest podział miejsc w Izbie między stany i terytoria, proporcjonalnie do ich ludności (specjalny status posiada Terytorium Północne, mające tyle samo miejsc co Australijskie Terytorium Stołeczne pomimo wyraźnie mniejszego zaludnienia). Następnie wewnątrz każdego stanu i terytorium wyrysowywane są granice okręgów. Kluczowym kryterium jest tutaj liczba zarejestrowanych wyborców na danym terenie (nie jest ona tożsama z ogólną liczbą mieszkańców). Prawo przewiduje, iż liczba wyborców w okręgu nie może różnić się o więcej niż 10% w żadną stronę od średniej dla danego stanu lub terytorium. Żadnego znaczenia nie ma natomiast powierzchnia okręgów, co sprawia, iż na najbardziej odludnych obszarach Australii, okręgi niekiedy osiągają powierzchnię rzędu setek tysięcy kilometrów kwadratowych.
Organem odpowiedzialnym za weryfikację granic okręgów jest Australijska Komisja Wyborcza, czuwająca również nad prawidłowym przebiegiem samych wyborów. Posiada ona także prawo likwidacji okręgów i tworzenia nowych (z zastrzeżeniem, iż ich łączna liczba musi odpowiadać liczbie miejsc w Izbie).

## Nazewnictwo
Australia stosuje dość unikatowy sposób nazywania jednomandatowych okręgów wyborczych. W większości krajów stosujących tego typu jednostki, są one numerowane (jak np. w USA) lub czerpią nazwy od obiektów geograficznych, zwłaszcza miast (jak np. w Wielkiej Brytanii). W przypadków okręgów do australijskiej Izby Reprezentantów stosuje się następujące wytyczne:
- Co do zasady, okręgi powinny być nazywane od nazwisk zmarłych Australijczyków, wyjątkowo zasłużonych dla ojczyzny. Pierwszeństwo w tej kategorii powinni mieć byli premierzy.
- Należy dbać o zachowanie w użyciu nazw 75 pierwotnych okręgów wyborczych, ustanowionych zaraz po powstaniu Związku Australijskiego w 1901 roku.
- Należy unikać nazw geograficznych, choć dopuszczalne są wyjątki od tej zasady.
- Tam gdzie to możliwe, należy stosować nazwy aborygeńskie.
- Nie należy dublować nazw istniejących już okręgów zarówno do parlamentu federalnego, jak i parlamentów stanowych[1].

## Lista okręgów

Mapa 151 okręgów wyborczych według stanu na wybory federalne w 2022 roku.

W rubryce „patron” podano osobę lub obiekt geograficzny, od której dany okręg czerpie nazwę.

### Nowa Południowa Walia

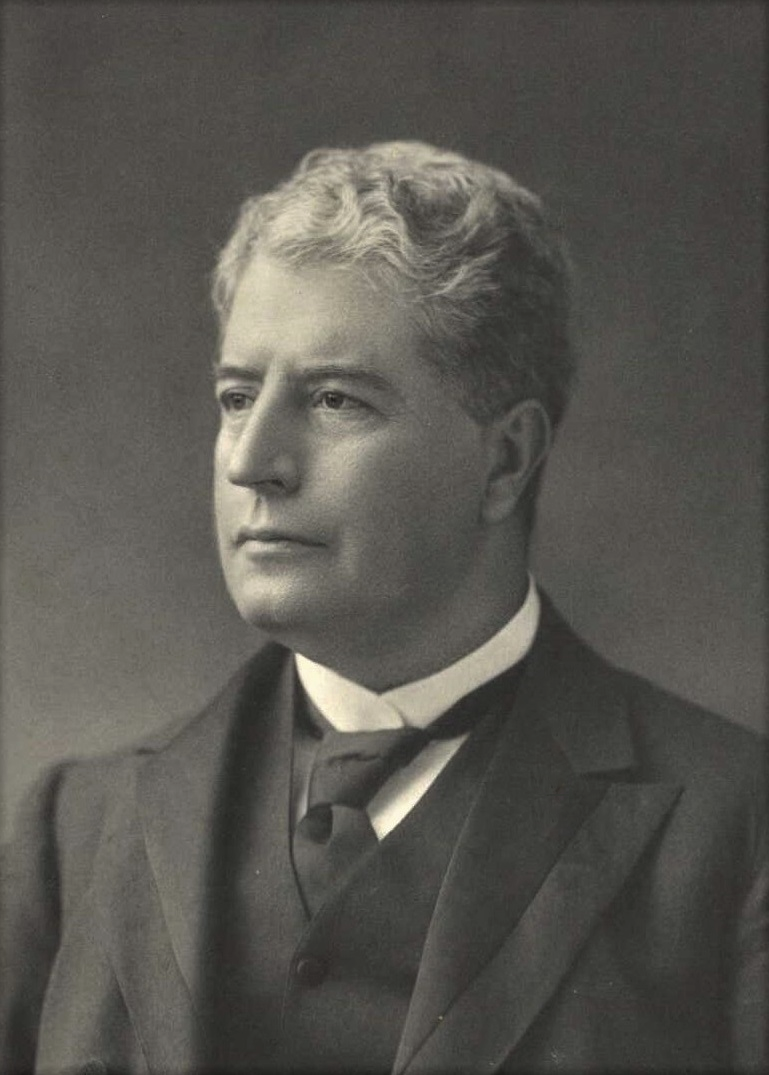
Edmund Barton, pierwszy premier Australii i patron okręgu wyborczego Barton

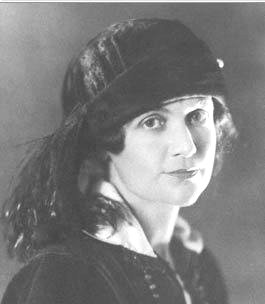
Dorothea Mackellar, poetka i patronka okręgu wyborczego Mackellar

Nowa Południowa Walia jako najludniejszy stan Australii dysponuje 47 miejscami w Izbie Reprezentantów i tyle też okręgów wyborczych znajduje się na jej obszarze.
| Okręg           | Patron                     |
| --------------- | -------------------------- |
| Banks           | Joseph Banks               |
| Barton          | Edmund Barton              |
| Bennelong       | Bennelong                  |
| Berowra         | Berowra                    |
| Blaxland        | Gregory Blaxland           |
| Bradfield       | John Bradfield             |
| Calare          | Lachlan                    |
| Chifley         | Ben Chifley                |
| Cook            | James Cook                 |
| Cowper          | Charles Cowper             |
| Cunningham      | Allan Cunningham           |
| Dobell          | William Dobell             |
| Eden-Monaro     | Eden, Monaro               |
| Farrer          | William Farrer             |
| Fowler          | Lilian Fowler              |
| Gilmore         | Mary Gilmore               |
| Grayndler       | Edward Grayndler           |
| Greenway        | Francis Greenway           |
| Hughes          | Billy Hughes               |
| Hume            | Hamilton Hume              |
| Hunter          | John Hunter                |
| Kingsford Smith | Charles Kingsford Smith    |
| Lindsay         | Norman Lindsay             |
| Lyne            | William Lyne               |
| Macarthur       | John i Elisabeth Macarthur |
| Mackellar       | Dorothea Mackellar         |
| Macquarie       | Lachlan Macquarie          |
| McMahon         | William McMahon            |
| Mitchell        | Thomas Mitchell            |
| New England     | Nowa Anglia                |
| Newcastle       | Newcastle                  |
| North Sydney    | North Sydney               |
| Page            | Earle Page                 |
| Parkes          | Henry Parkes               |
| Parramatta      | Parramatta                 |
| Paterson        | Banjo Paterson             |
| Reid            | George Reid                |
| Richmond        | Richmond                   |
| Riverina        | Riverina                   |
| Robertson       | John Robertson             |
| Shortland       | John Shortland             |
| Sydney          | Sydney                     |
| Warringah       | Warringah                  |
| Watson          | Chris Watson               |
| Wentworth       | William Wentworth          |
| Werriwa         | Lake George                |
| Whitlam         | Gough Whitlam              |

### Wiktoria

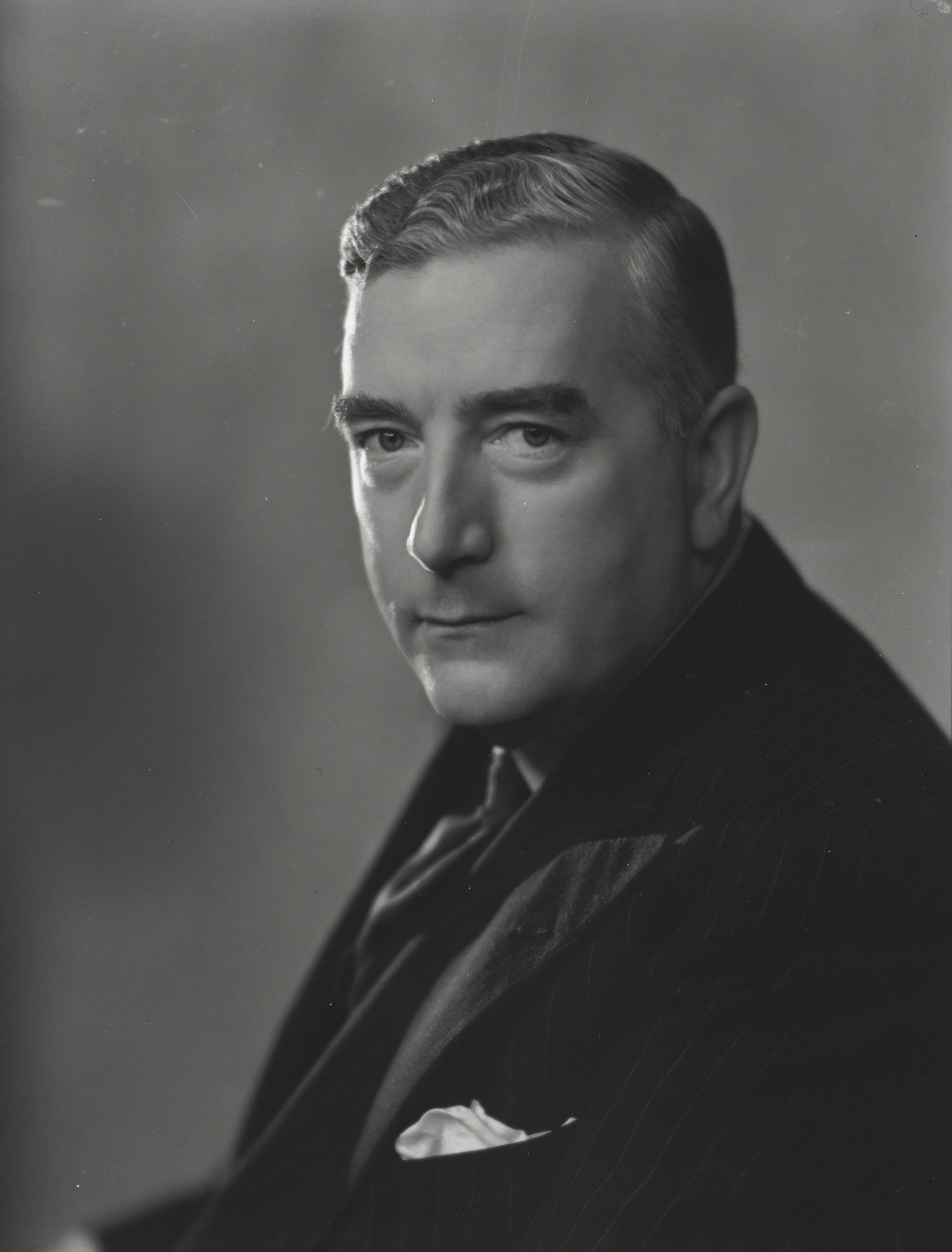
Robert Menzies, najdłużej urzędujący premier Australii i patron okręgu wyborczego Menzies

W stanie Wiktoria wybieranych jest 37 deputowanych.
| Okręg           | Patron              |
| --------------- | ------------------- |
| Aston           | Tilly Aston         |
| Ballarat        | Ballarat            |
| Batman          | John Batman         |
| Bendigo         | Bendigo             |
| Bruce           | Stanley Bruce       |
| Calwell         | Arthur Calwell      |
| Casey           | Richard Casey       |
| Chisholm        | Caroline Chisholm   |
| Corangamite     | Jezioro Corangamite |
| Corio           | Zatoka Corio        |
| Deakin          | Alfred Deakin       |
| Dunkley         | Louisa Dunkley      |
| Flinders        | Matthew Flinders    |
| Gellibrand      | Joseph Gellibrand   |
| Gippsland       | Gippsland           |
| Goldstein       | Vida Goldstein      |
| Gorton          | John Gorton         |
| Higgins         | H.B. Higgins        |
| Holt            | Harold Holt         |
| Hotham          | Charles Hotham      |
| Indi            | rzeka Murray        |
| Isaacs          | Isaac Isaacs        |
| Jagajaga        | Jagajaga            |
| Kooyong         | Kooyong             |
| Lalor           | Peter Lalor         |
| La Trobe        | Charles La Trobe    |
| McEwen          | John McEwen         |
| McMillan        | Angus McMillan      |
| Mallee          | The Mallee          |
| Maribyrnong     | Maribyrnong         |
| Melbourne       | Melbourne           |
| Melbourne Ports | Port Melbourne      |
| Menzies         | Robert Menzies      |
| Murray          | Rzeka Murray        |
| Scullin         | James Scullin       |
| Wannon          | Wannon              |
| Wills           | William Wills       |

### Queensland
Stan Queensland ma w Izbie Reprezentantów 30 miejsc.
| Okręg       | Patron              |
| ----------- | ------------------- |
| Blair       | Harold Blair        |
| Bonner      | Neville Bonner      |
| Bowman      | David Bowman        |
| Brisbane    | Brisbane            |
| Capricornia | zwrotnik Koziorożca |
| Dawson      | Anderson Dawson     |
| Dickson     | James Dickson       |
| Fadden      | Arthur Fadden       |
| Fairfax     | Ruth Fairfax        |
| Fisher      | Andrew Fisher       |
| Flynn       | John Flynn          |
| Forde       | Frank Forde         |
| Griffith    | Samuel Griffith     |
| Groom       | Littleton Groom     |
| Herbert     | Robert Herbert      |
| Hinkler     | Bert Hinkler        |
| Kennedy     | Edmund Kennedy      |
| Leichhardt  | Ludwig Leichhardt   |
| Lilley      | Charles Lilley      |
| Longman     | Irene Longman       |
| Maranoa     | Rzeka Maranoa       |
| McPherson   | Góry McPhersona     |
| Moncrieff   | Gladys Moncrieff    |
| Moreton     | Zatoka Moreton      |
| Oxley       | John Oxley          |
| Petrie      | Andrew Petrie       |
| Rankin      | Annabelle Rankin    |
| Ryan        | T.J. Ryan           |
| Wide Bay    | Wide Bay            |
| Wright      | Judith Wright       |

### Australia Zachodnia
W stanie Australia Zachodnia wybieranych jest 15 członków Izby.
| Okręg     | Patron                           |
| --------- | -------------------------------- |
| Brand     | David Brand                      |
| Canning   | Alfred Canning                   |
| Cowan     | Edith Cowan                      |
| Curtin    | John Curtin                      |
| Forrest   | John Forrest                     |
| Fremantle | Fremantle                        |
| Hasluck   | Paul Hasluck i Alexandra Hasluck |
| Duruck    | rodzina Duruck                   |
| Moore     | George Fletcher Moore            |
| O’Connor  | Charles O’Connor                 |
| Pearce    | George Pearce                    |
| Perth     | Perth                            |
| Stirling  | James Stirling                   |
| Swan      | Rzeka Łabędzia                   |
| Tangney   | Dorothy Tangney                  |

### Australia Południowa
Australia Południowa wystawia 11 reprezentantów.
| Okręg         | Patron                  |
| ------------- | ----------------------- |
| Adelaide      | Adelaide                |
| Barker        | Collet Barker           |
| Boothby       | William Boothby         |
| Grey          | George Grey             |
| Hindmarsh     | John Hindmarsh          |
| Kingston      | Charles Kingston        |
| Makin         | Norman Makin            |
| Mayo          | Helen Mayo              |
| Port Adelaide | Port Adelaide           |
| Sturt         | Charles Sturt           |
| Wakefield     | Edward Gibbon Wakefield |

### Tasmania
Tasmania dysponuje pięcioma miejscami w Izbie.
| Okręg    | Patron          |
| -------- | --------------- |
| Bass     | George Bass     |
| Braddon  | Edward Braddon  |
| Denison  | William Denison |
| Franklin | John Franklin   |
| Lyons    | Joseph Lyons    |

### Australijskie Terytorium Stołeczne
Mieszkańcy Australijskiego Terytorium Stołecznego wybierają dwóch członków Izby, która zbiera się na tym terytorium.
| Okręg    | Patron       |
| -------- | ------------ |
| Canberra | Canberra     |
| Fraser   | James Fraser |

### Terytorium Północne
W Terytorium Północnym wybieranych jest dwóch członków Izby.
| Okręg    | Patron           |
| -------- | ---------------- |
| Lingiari | Vincent Lingiari |
| Solomon  | Vaiben Solomon   |

## Mapy
Wszystkie poniższe mapy pokazują podział Australii na federalne okręgi wyborcze, według stanu z dnia wyborów w 2010 roku.

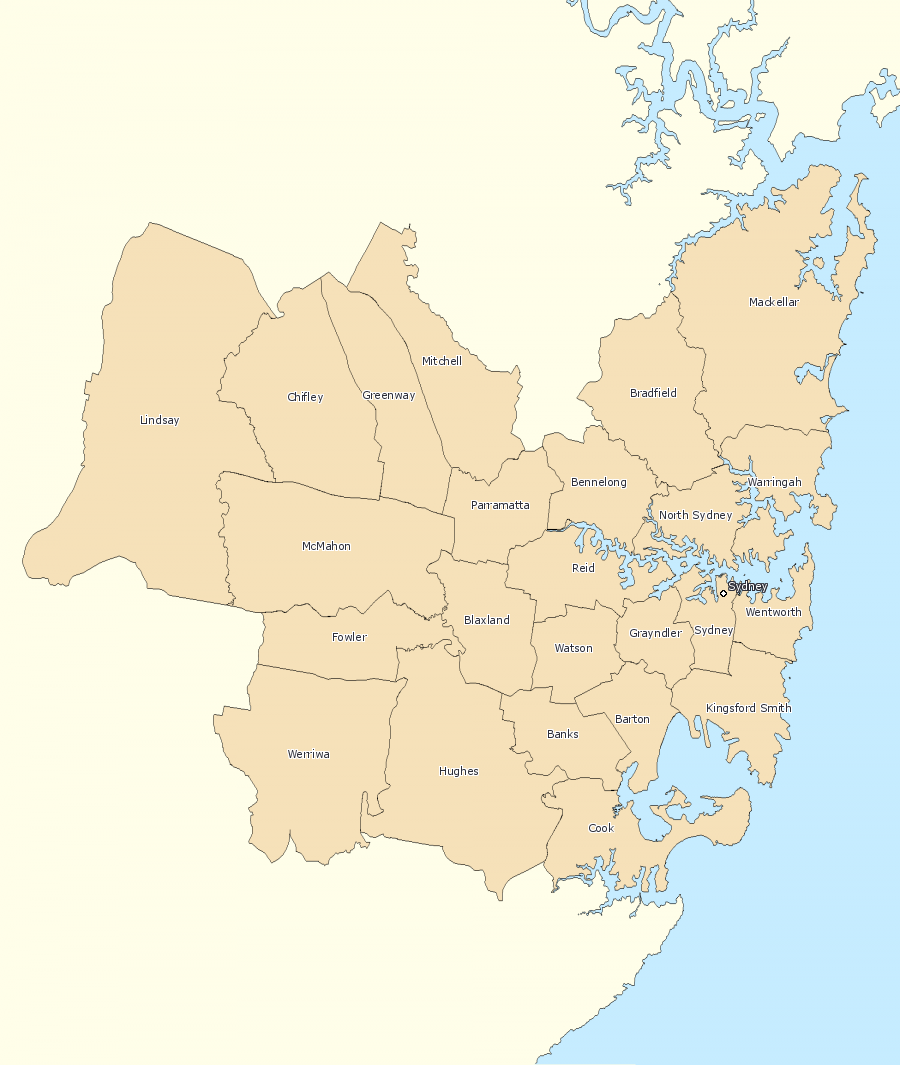
Sydney
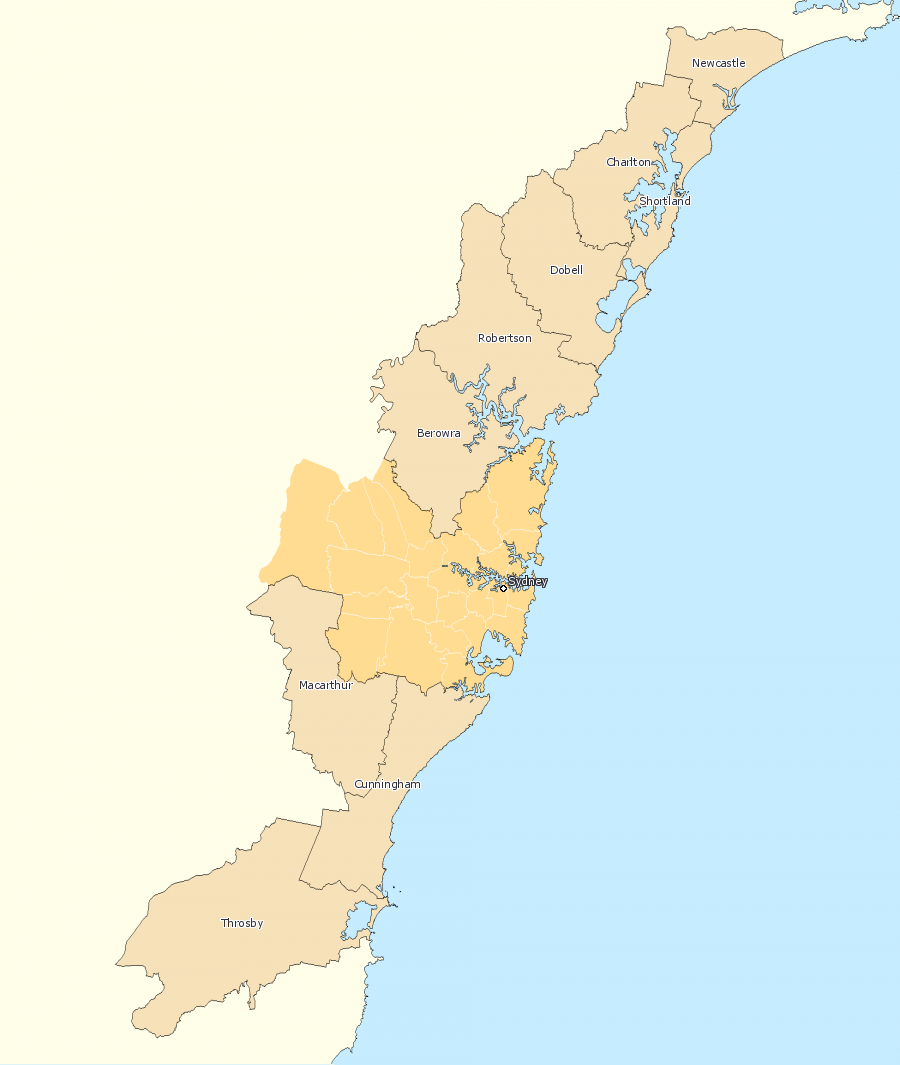
Szersza aglomeracja Sydney
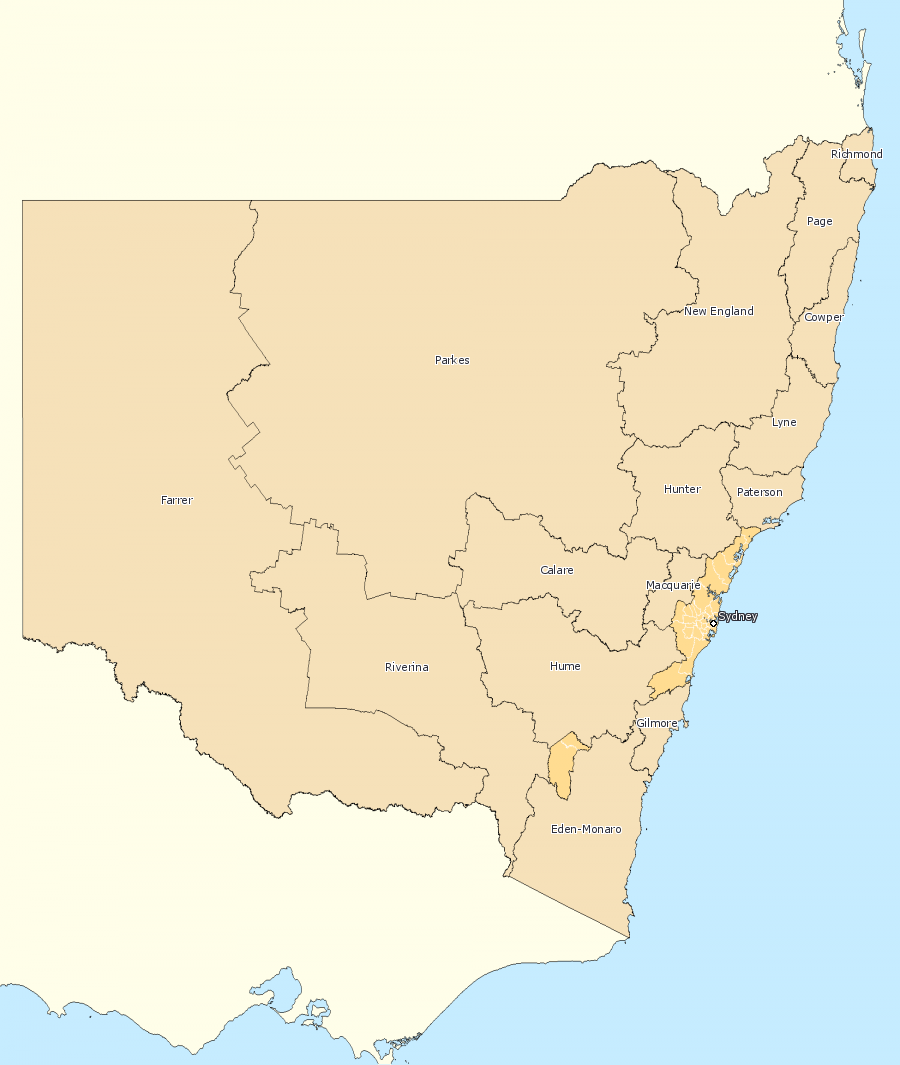
Cała Nowa Południowa Walia
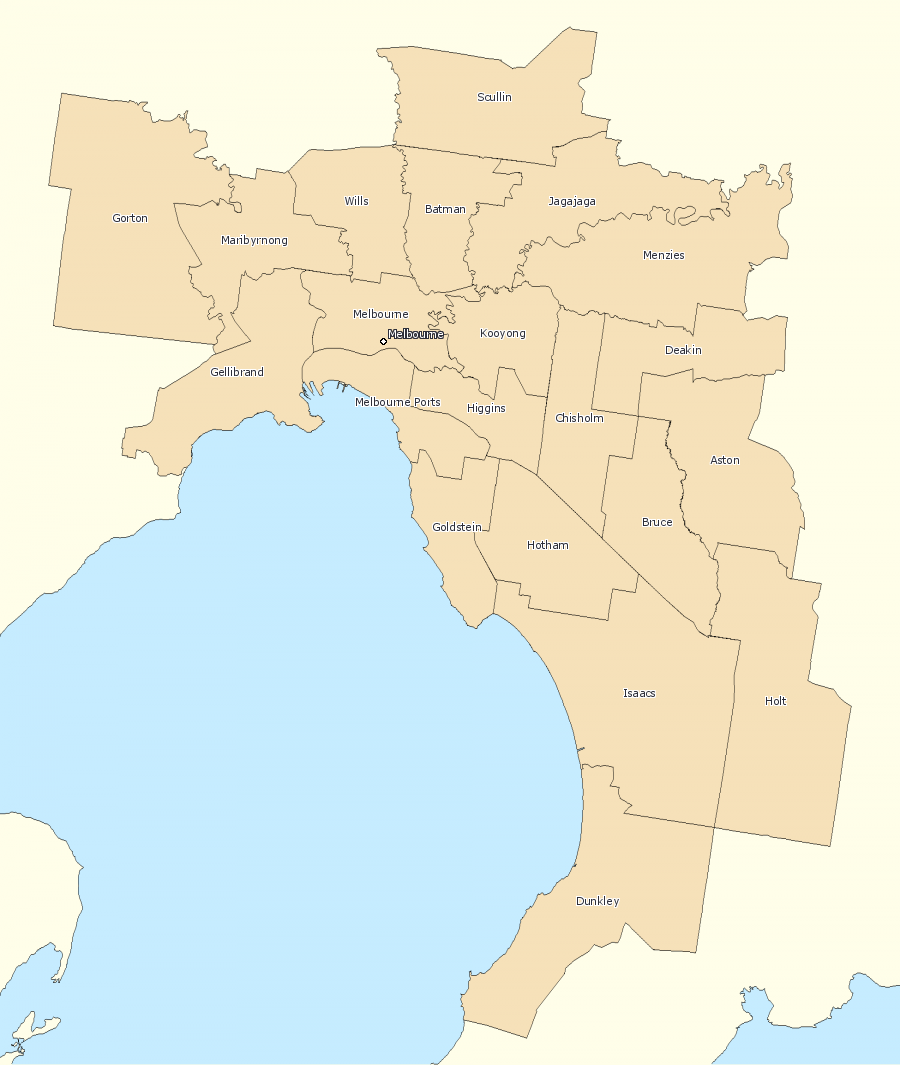
Melbourne
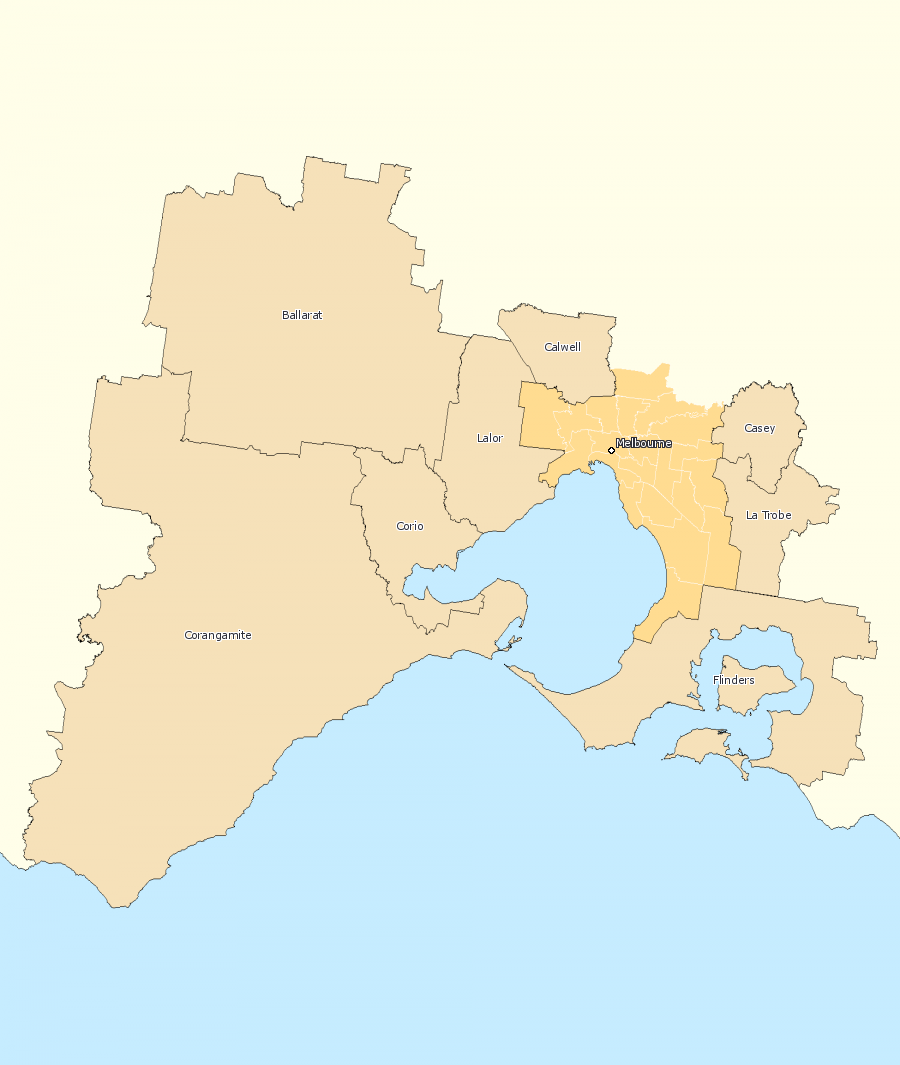
Szersza aglomeracja Melbourne
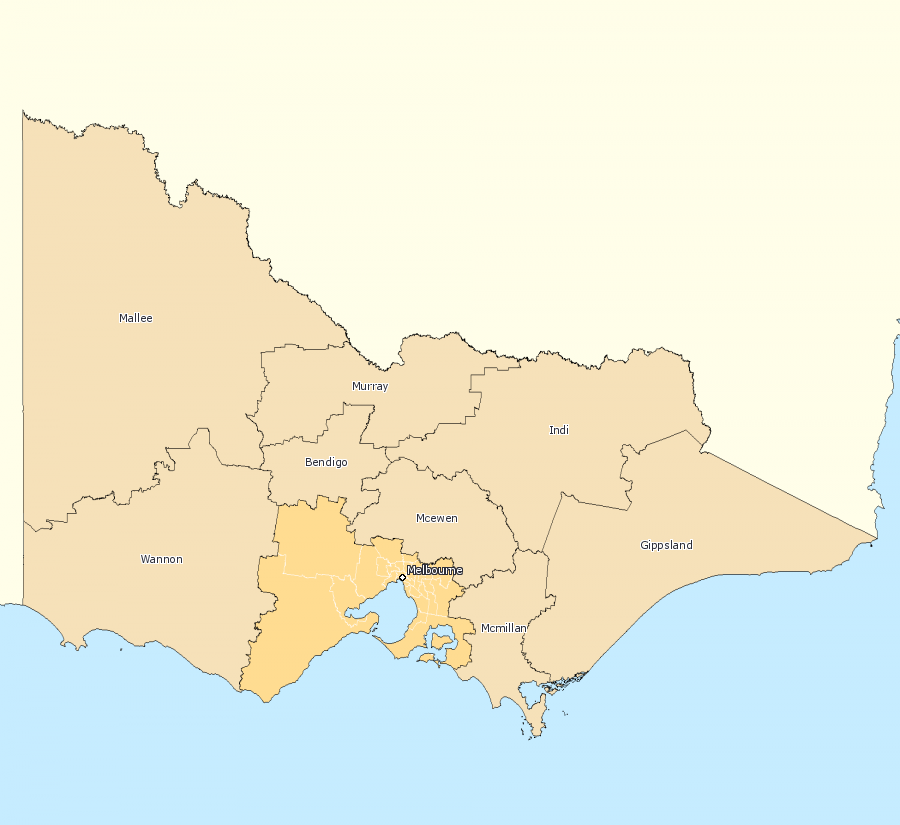
Cała Wiktoria
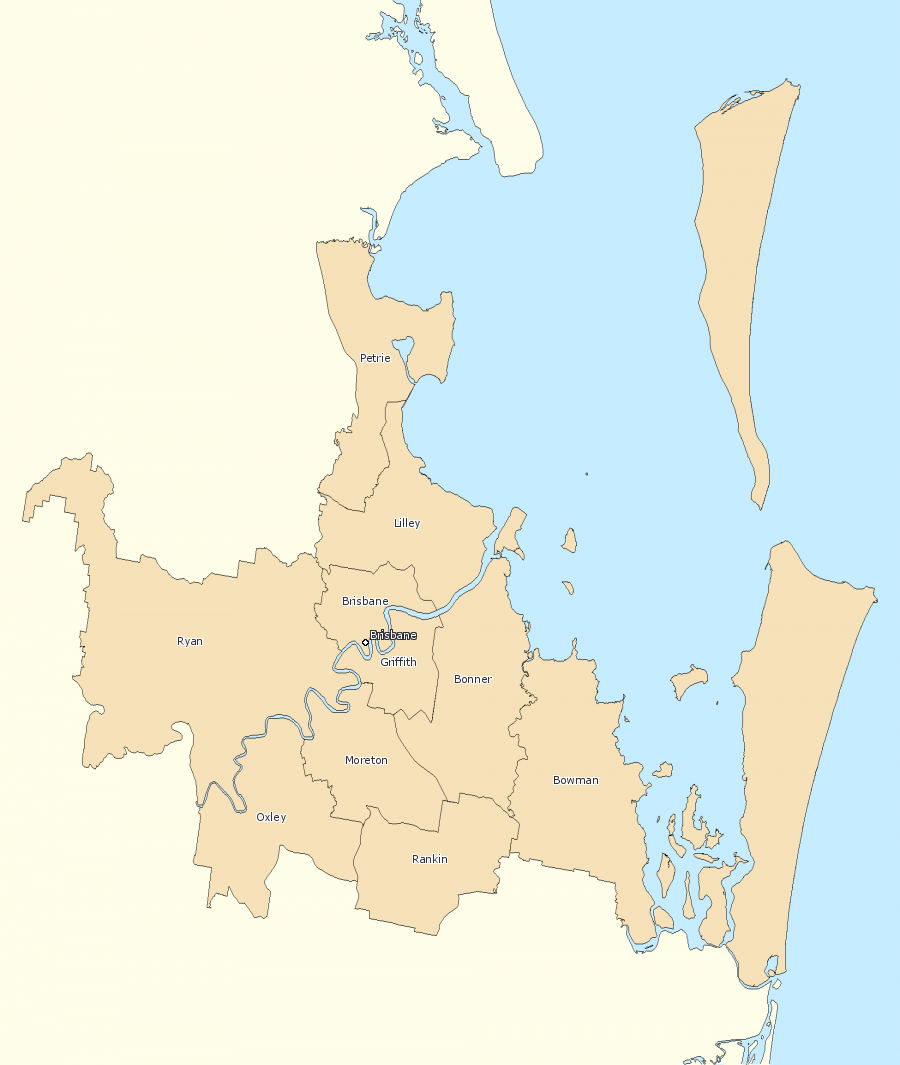
Brisbane
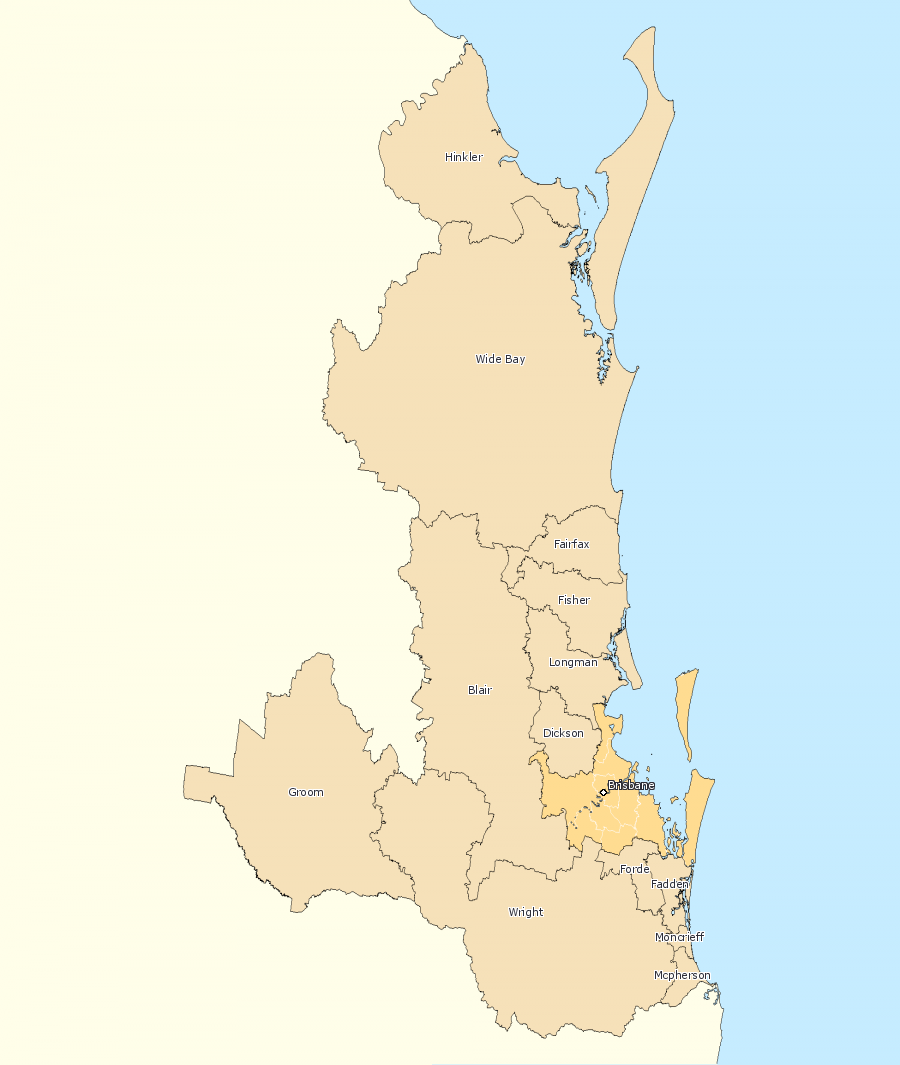
Szersza aglomeracja Brisbane
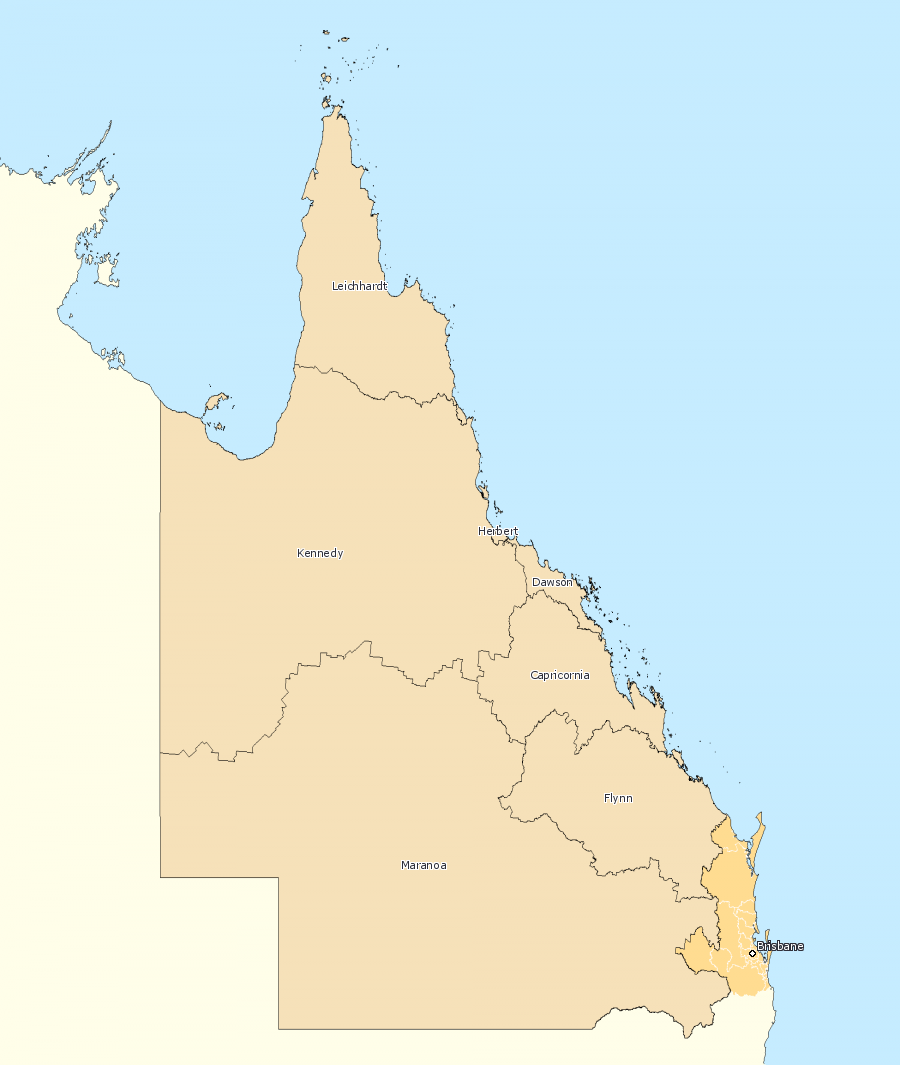
Cały Queensland
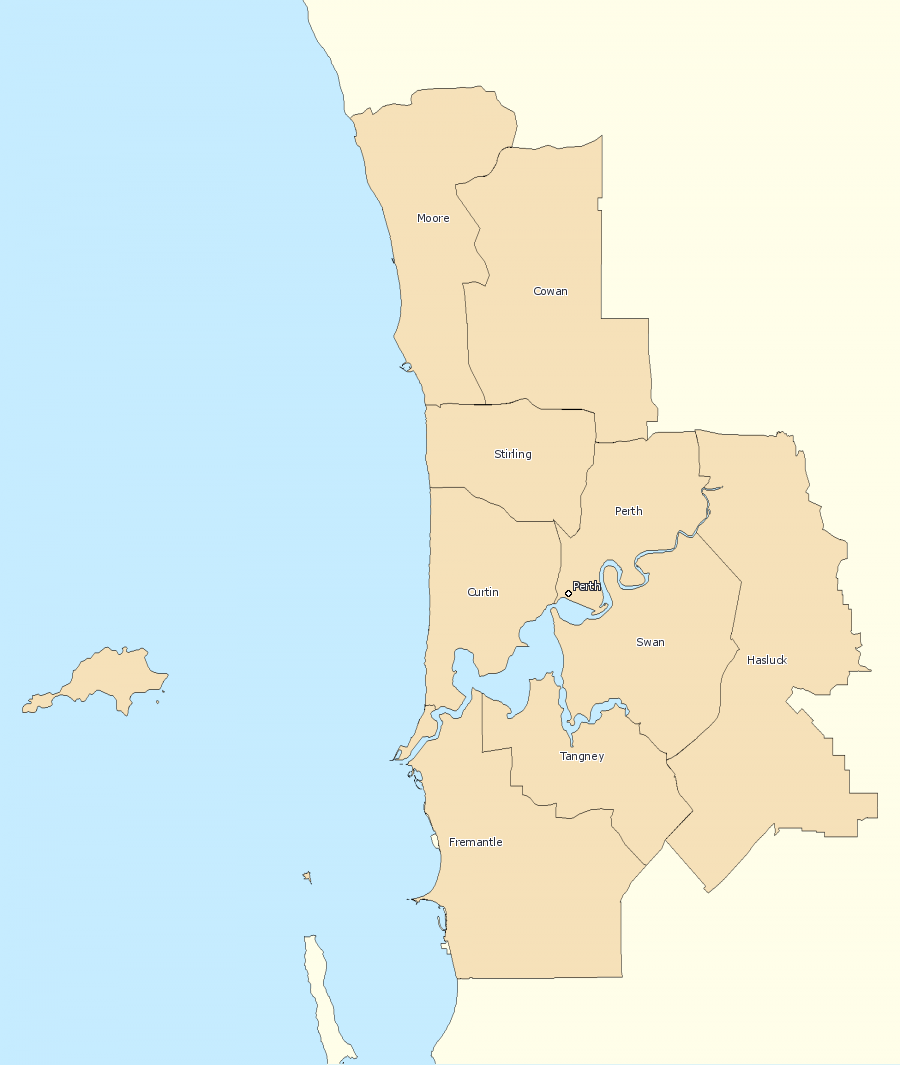
Perth
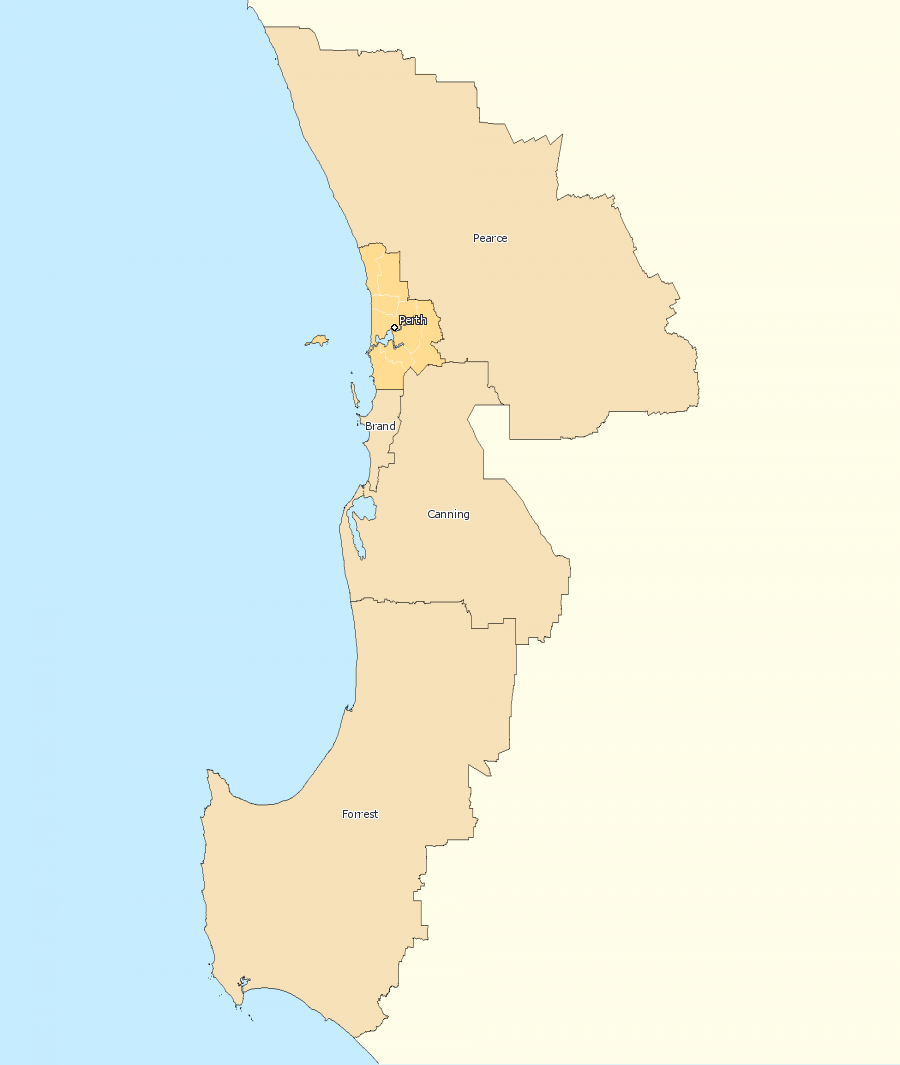
Szersza aglomeracja Perth
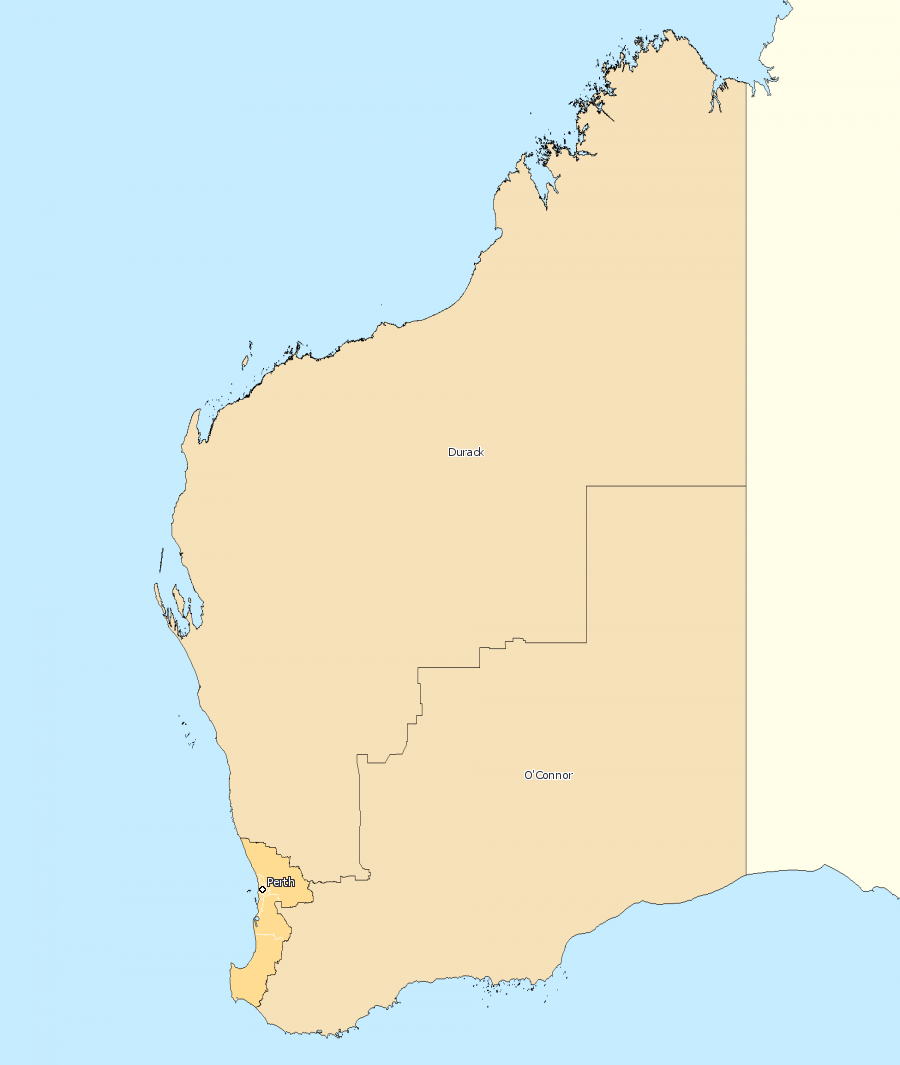
Cała Australia Zachodnia
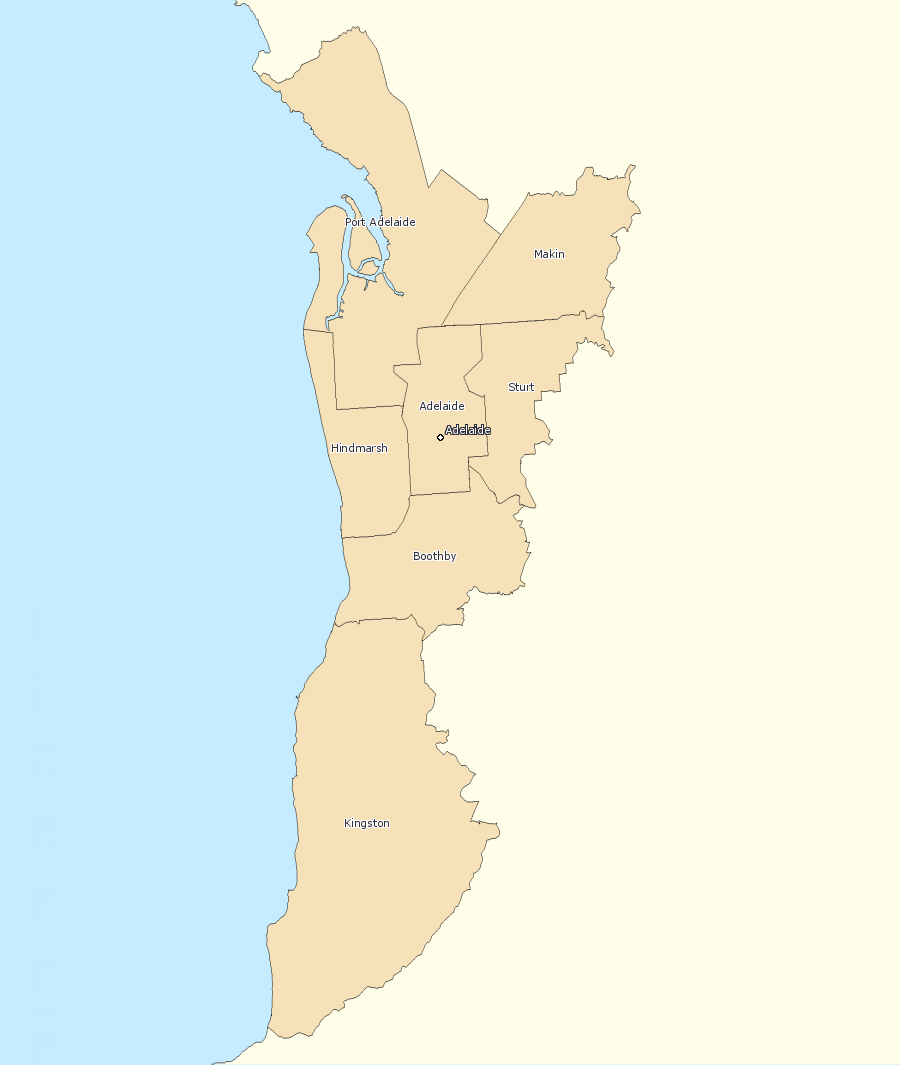
Aglomeracja Adelajdy
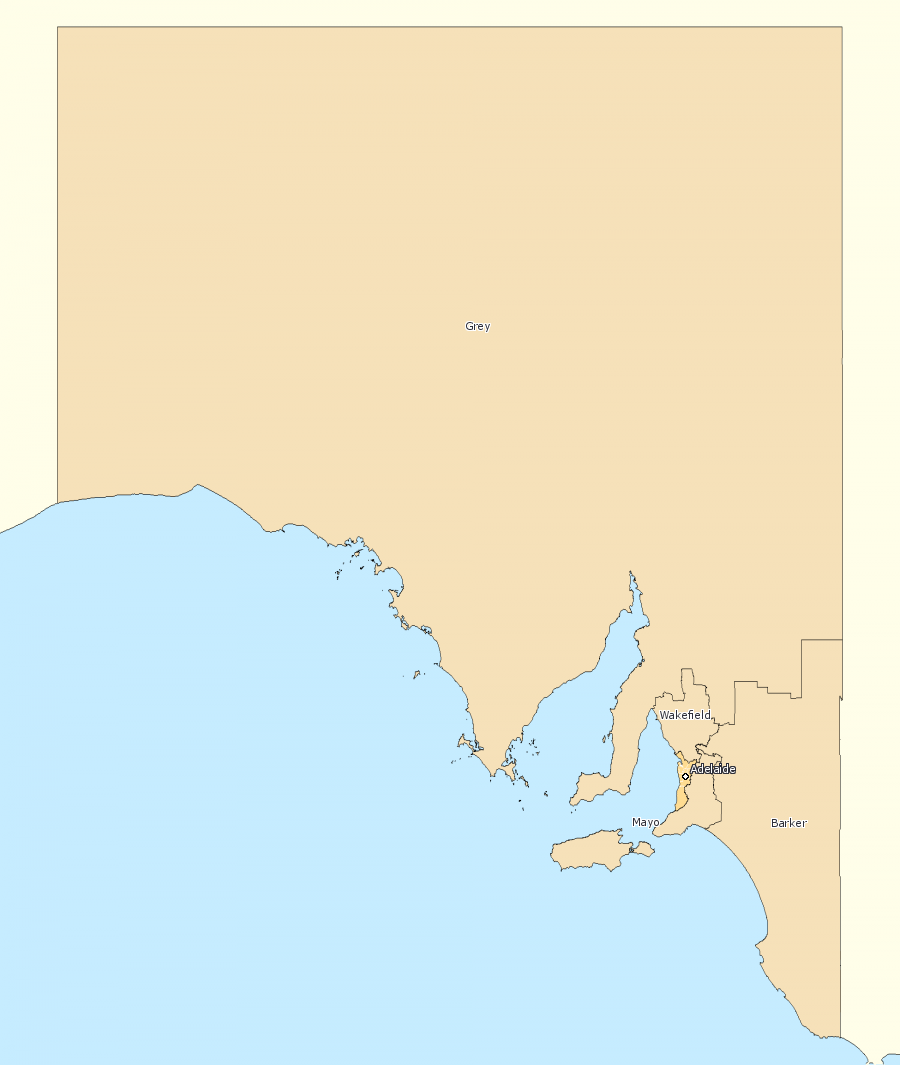
Cała Australia Południowa
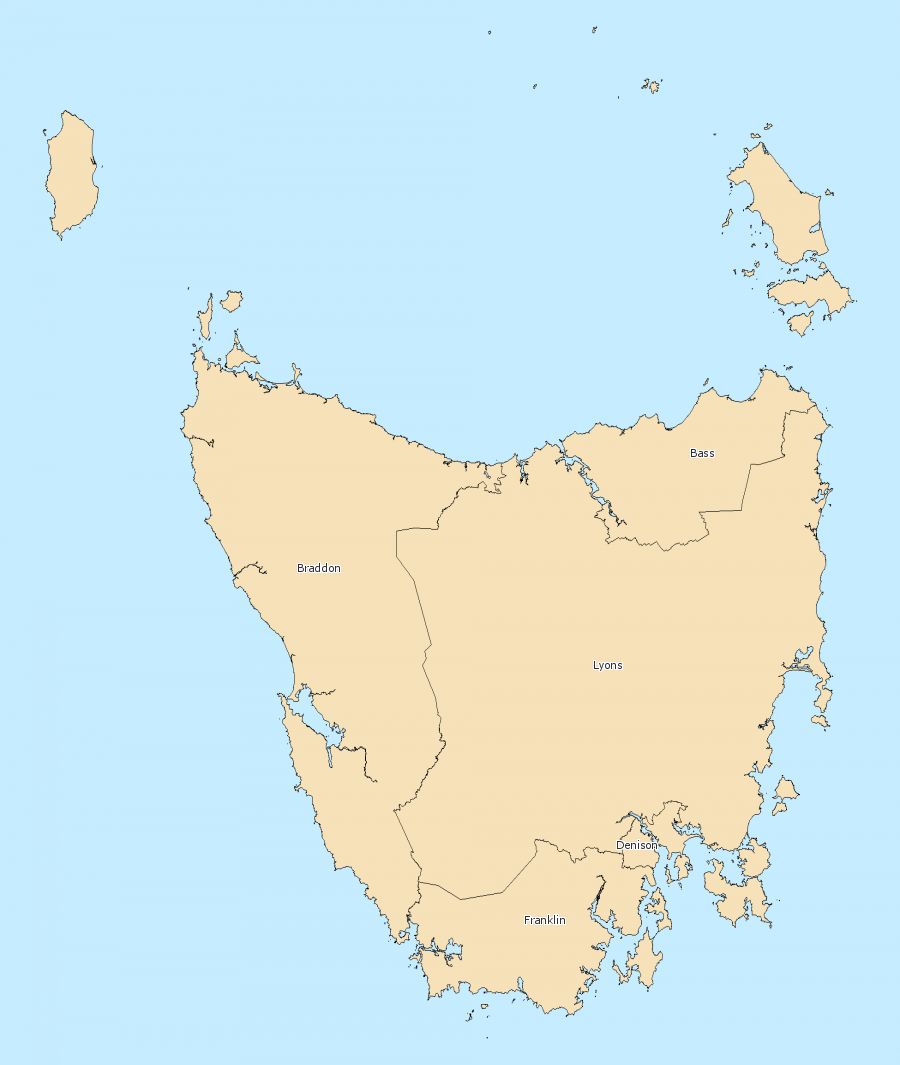
Tasmania
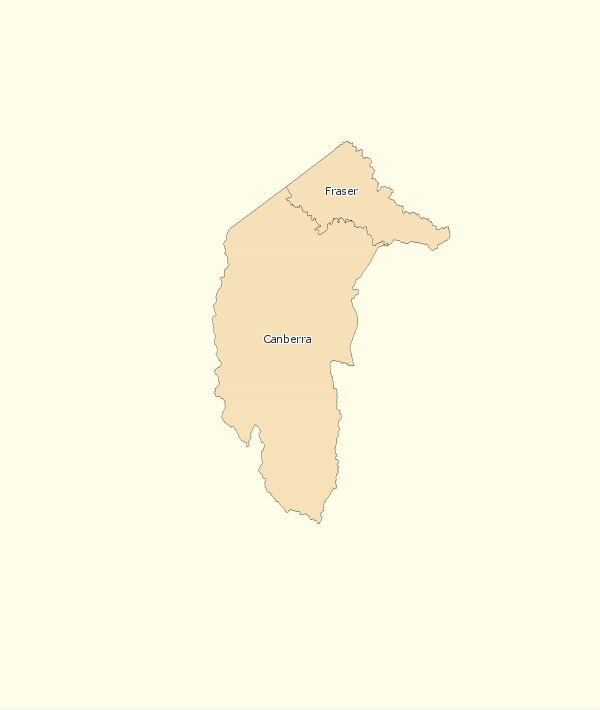
Australijskie Terytorium Stołeczne
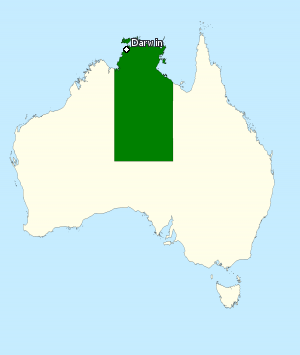
Okręg Lingiari (Terytorium Północne)
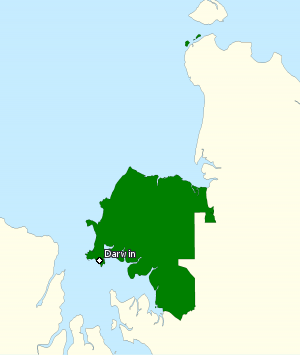
Okręg Solomon (Terytorium Północne)